# Champsodon vorax
Champsodon vorax és una espècie de peix marí pertanyent a la família dels campsodòntids i a l'ordre dels perciformes.

## Descripció
El cos, allargat i comprimit lateralment, fa 8,2 cm de llargària màxima. 4-6 espines i 18-23 radis tous a les dues aletes dorsals. Cap espina i 16-21 radis tous a l'anal. 12-16 radis tous a les aletes pectorals i 1 espina i 5 radis tous a les pelvianes. Aleta caudal forcada. 29-33 vèrtebres. L'extrem de la primera aleta dorsal és clapejat i no uniformement fosc. 2 línies laterals contínues. 11-14 branquiespines. Cap gros i boca gran. Àrea triangular coberta d'escates entre les bases de les aletes pectorals i pelvianes.

## Alimentació
El seu nivell tròfic és de 3.

## Hàbitat i distribució geogràfica
És un peix marí, demersal (entre 34 i 84 m de fondària), i de clima tropical, el qual viu a la conca Indo-Pacífica: el talús i la plataforma continentals de les illes Maldives, el Vietnam, les illes Filipines, Indonèsia, Guam Austràlia (Austràlia Occidental, el Territori del Nord i Queensland) i, probablement també, l'Índia. Des de l'any 2010 n'hi ha registres que demostrarien que està colonitzant la costa oriental de la mar Mediterrània: Batrun (el nord del Líban) i el golf d'Antalya (Turquia).

## Observacions
És inofensiu per als humans i el seu índex de vulnerabilitat és baix (10 de 100).